# Get Awkward
Get Awkward è il secondo e ultimo album in studio del gruppo musicale statunitense Be Your Own Pet, pubblicato il 18 marzo 2008 dalla XL Recordings nel Regno Unito e dalla Ecstatic Peace! negli Stati Uniti. Nell'edizione statunitense sono state censurate 3 delle 15 tracce presenti nell'edizione britannica, poiché ritenute dalla Universal troppo violente. Le 3 tracce sono state successivamente pubblicate negli Stati Uniti tramite l'EP Get Damaged, pubblicato nel giugno successivo.

## Tracce
Versione della XL Recordings (Regno Unito)
1. Super Soaked – 2:34
2. Black Hole – 2:25
3. Heart Throb – 2:12
4. Becky – 3:00
5. The Kelly Affair – 2:32
6. Twisted Nerve – 3:03
7. Blow Yr Mind – 0:44
8. Bummer Time – 1:59
9. Bitches Leave – 2:25
10. You're a Waste – 2:38
11. Food Fight! – 1:05
12. Zombie Graveyard Party! – 2:03
13. What's Your Damage? – 2:19
14. Creepy Crawl – 2:51
15. The Beast Within – 3:54

Versione della Ecstatic Peace! (Stati Uniti)
1. Super Soaked – 2:34
2. Heart Throb – 2:12
3. The Kelly Affair – 2:32
4. Twisted Nerve – 3:03
5. Bummer Time – 1:59
6. Bitches Leave – 2:25
7. You're a Waste – 2:38
8. Food Fight! – 1:05
9. Zombie Graveyard Party! – 2:03
10. What's Your Damage? – 2:19
11. Creepy Crawl – 2:51
12. The Beast Within – 3:54

## Formazione
- Jemina Pearl – voce
- Nathan Vasquez – basso, cori
- Jonas Stein – chitarra, cori
- John Eatherly – batteria, percussioni

## Classifiche
| Classifica (2008)   | Posizione massima |
| ------------------- | ----------------- |
| Regno Unito         | 101               |
| Regno Unito (indie) | 7                 |